# The Invisible Way
| Recensione | Giudizio |
| ---------- | -------- |
| AllMusic   |          |

The Invisible Way è un album discografico in studio del gruppo musicale statunitense Low, pubblicato nel 2013 e prodotto da Jeff Tweedy.

## Tracce
1. Plastic Cup – 3:01
2. Amethyst – 5:20
3. So Blue (So Young) – 4:23
4. Holy Ghost – 3:06
5. Waiting – 2:37
6. Clarence White – 3:47
7. Four Score – 2:56
8. Just Make It Stop – 4:08
9. Mother – 2:52
10. On My Own – 5:43
11. To Our Knees – 3:08